# Dnevi komedije 2024
32. festival Dnevi komedije je potekal od 10. do 25. februarja 2024 v Slovenskem ljudskem gledališču Celje. Selektorica festivala je bila Kaja Novosel. Vodstvo festivala je dodatno razširilo tudi spremljevalni program, ki je poleg koncerta in pogovorov po tekmovalnih predstavah vključeval tudi okrogle mize in delavnice. Strokovno komisijo so sestavljali Živa Bizovičar, Ajda Rooss in Simon Šerbinek. Tako po izboru občinstva kot strokovne komisije je zmagala predstava Paradiž v produkciji SLG Celje.

## Nagrade
- Žlahtna komedijantka: Polona Juh v predstavi Kar hočete, SNG Drama Ljubljana
- Žlahtni komedijant: Branko Šturbej v predstavi Kar hočete, SNG Drama Ljubljana
- Žlahtna režiserka: Nina Ramšak Markovič za režijo predstave Arzenik in stare čipke, Mestno gledališče ljubljansko
- Žlahtna predstava po izboru strokovne komisije: Paradiž, Slovensko ljudsko gledališče Celje
- Žlahtna predstava po izboru gledalcev: Paradiž, Slovensko ljudsko gledališče Celje
- Žlahtno komedijsko pero: Nina Majer Ivanetič za besedilo Komu gori